# Махнети
Махнети (словен. Mahneti) — поселення в общині Церкниця, Регіон Нотрансько-крашка, Словенія. Висота над рівнем моря: 665,9 м.